# 小东江 (桂林)
小东江位于中国广西桂林市七星区，漓江左岸，为其叉河，全长5.8千米，河床平均宽度约50米。
小东江北起七星区上关村二江口惠济桥，向南经阳家背、福隆园等处，南流入七星公园，在花桥附近汇灵剑溪水，再经张家园、施家园、江东村、穿山园，于穿山西南麓重新汇入漓江。沿途著名景点有漓江民俗风情园、花桥、龙隐岩、桂海碑林、穿山、塔山等，自北向南有惠济桥、栖霞桥、花桥、龙隐桥、穿山桥等桥梁横跨。